# Lijst van schrijvers
Dit is een lijst van (lijsten van) schrijvers.

## Naar nationaliteit
- Lijst van Afrikaanse schrijvers
- Lijst van Afrikaanstalige schrijvers en dichters
- Lijst van schrijvers uit het Caribisch deel van het Koninkrijk der Nederlanden
- Lijst van Chinese schrijvers
- Lijst van Deense schrijvers
- Lijst van Duitstalige literaire schrijvers
- Lijst van Engelstalige literaire jeugdboekenschrijvers
- Lijst van Engelstalige dichters
- Lijst van Engelstalige literaire schrijvers
- Lijst van Esperanto-auteurs
- Lijst van Franstalige schrijvers
- Lijst van Franse schrijvers
- Lijst van Friestalige Nederlandse schrijvers
- Lijst van IJslandse schrijvers
- Lijst van Italiaanse schrijvers
- Lijst van Italiaanstalige literaire schrijvers
- Lijst van Japanse dichters
- Lijst van Japanse schrijvers
- Lijst van schrijvers uit Centraal-Amerika
- Lijst van Marokkaanse schrijvers
- Lijst van Nederlandse schrijvers
- Lijst van Noorse schrijvers
- Lijst van Poolse schrijvers
- Lijst van Russische literaire schrijvers
- Lijst van Sloveense schrijvers
- Lijst van Spaanse schrijvers
- Lijst van Spaanstalige literaire schrijvers
- Lijst van Sloveense schrijvers
- Lijst van Surinaamse schrijvers
- Lijst van Tsjechische schrijvers
- Lijst van romanschrijvers uit de Verenigde Staten
- Lijst van Vlaamse schrijvers
- Lijst van Zuid-Afrikaanse schrijvers
- Lijst van Zweedstalige schrijvers

## Naar genre
- Lijst van dagboekschrijvers
- Lijst van detectiveromanschrijvers
- Lijst van dichters
  - Lijst van Nederlandstalige dichters
  - Lijst van Engelstalige dichters
  - Dichters in de Gouden Eeuw
- Lijst van horrorschrijvers
- Lijst van SF- en fantasyschrijvers
- Lijst van stripauteurs
- Lijst van toneelschrijvers